# Gare de Saint-Médard-d'Eyrans
Pour les articles homonymes, voir Gare de Saint-Médard.
La gare de Saint-Médard-d'Eyrans est une gare ferroviaire française de la ligne de Bordeaux-Saint-Jean à Sète-Ville, située sur le territoire de la commune de Saint-Médard-d'Eyrans, dans le département de la Gironde en région Nouvelle-Aquitaine.
Elle est mise en service en 1855 par la Compagnie des chemins de fer du Midi et du Canal latéral à la Garonne (Midi). 
C'est une halte voyageurs de la Société nationale des chemins de fer français (SNCF) du réseau TER Nouvelle-Aquitaine, desservie par des trains express régionaux.

## Situation ferroviaire
Établie à 11 mètres d'altitude, la gare de Saint-Médard-d'Eyrans est située au point kilométrique (PK) 13,387 de la ligne de Bordeaux-Saint-Jean à Sète-Ville, entre les gares de Cadaujac et de Beautiran.

## Histoire

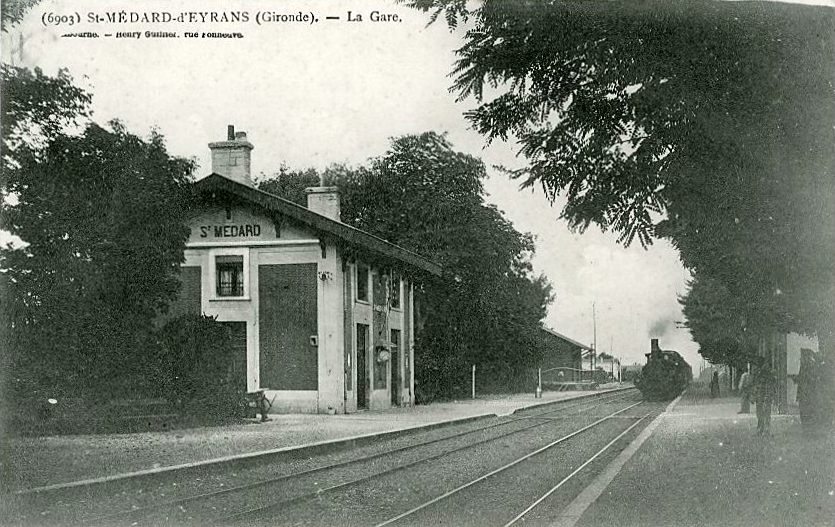
Gare de Saint Médard d'Eyrans au début du XX^{ième} siècle

La station de Saint-Médard-d'Eyrans est mise en service le 31 mai 1855 par la Compagnie des chemins de fer du Midi et du Canal latéral à la Garonne (Midi), lorsqu'elle ouvre à l'exploitation la section de Bordeaux à Langon de son chemin de fer de Bordeaux à Sète.
En 2014, c'est une gare voyageurs d'intérêt local (catégorie C : moins de 100 000 voyageurs par an de 2010 à 2011), qui dispose de deux quais et trois abris.

## Fréquentation
De 2015 à 2023, selon les estimations de la SNCF, la fréquentation annuelle de la gare s'élève aux nombres indiqués dans le tableau ci-dessous.
| Année           | 2015   | 2016   | 2017   | 2018   | 2019   | 2020   | 2021   | 2022   | 2023   |
| --------------- | ------ | ------ | ------ | ------ | ------ | ------ | ------ | ------ | ------ |
| Voyageurs seuls | 55 372 | 49 780 | 53 116 | 54 341 | 72 449 | 47 390 | 69 304 | 82 136 | 92 078 |

## Service des voyageurs

### Accueil
Halte SNCF, c'est un point d'arrêt non géré (PANG) à accès libre. Elle est équipée d'automates pour l'achat de titres de transport TER.

### Desserte
Saint-Médard-d'Eyrans est une halte voyageurs du réseau TER Nouvelle-Aquitaine, desservie par des trains express régionaux de la relation Bordeaux - Langon (ligne 43.2).

### Intermodalité
La gare dispose d'un parking automobiles ainsi que d'abris vélos. 

### Galerie

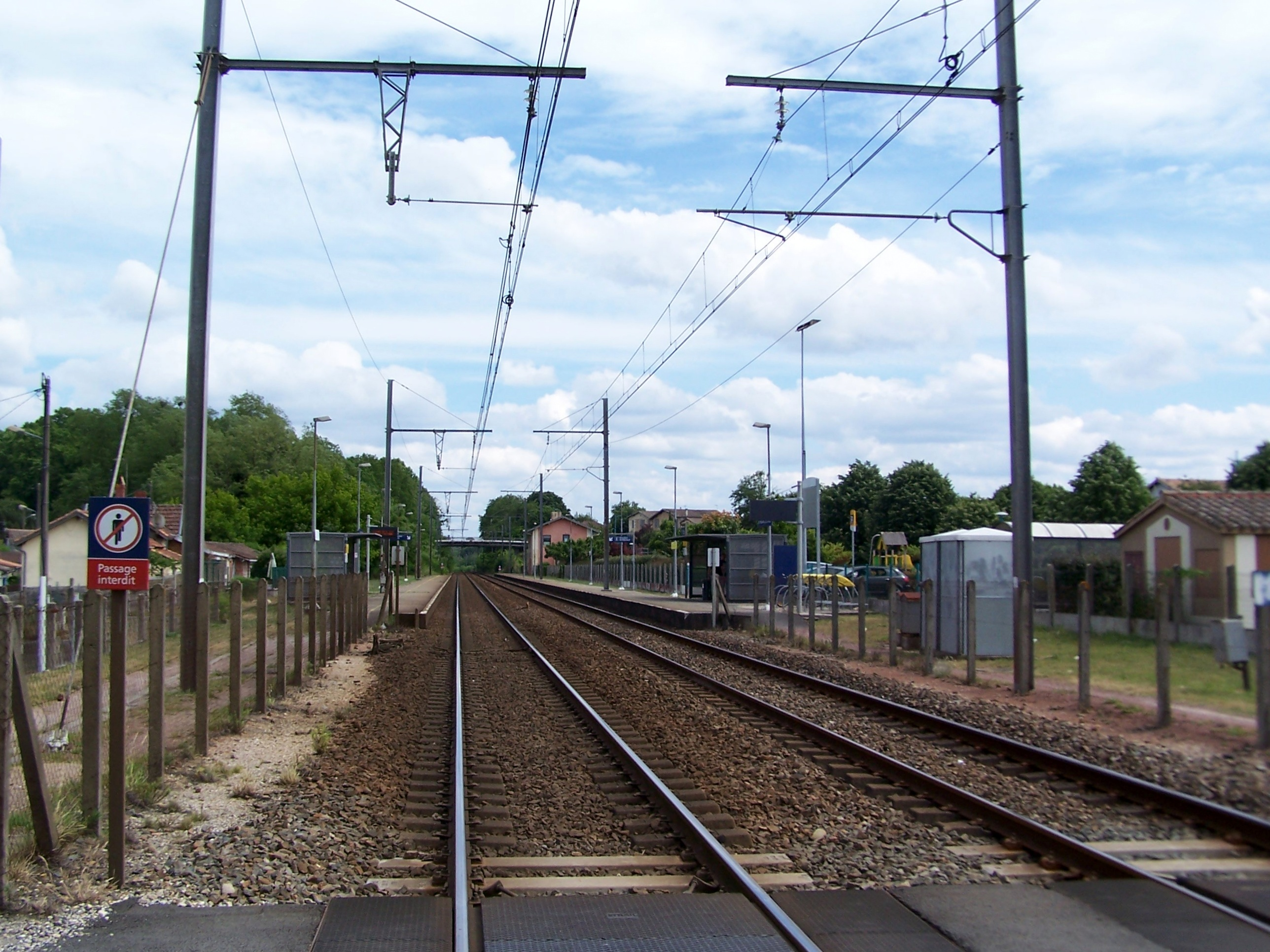
Les voies en direction d'Agen.
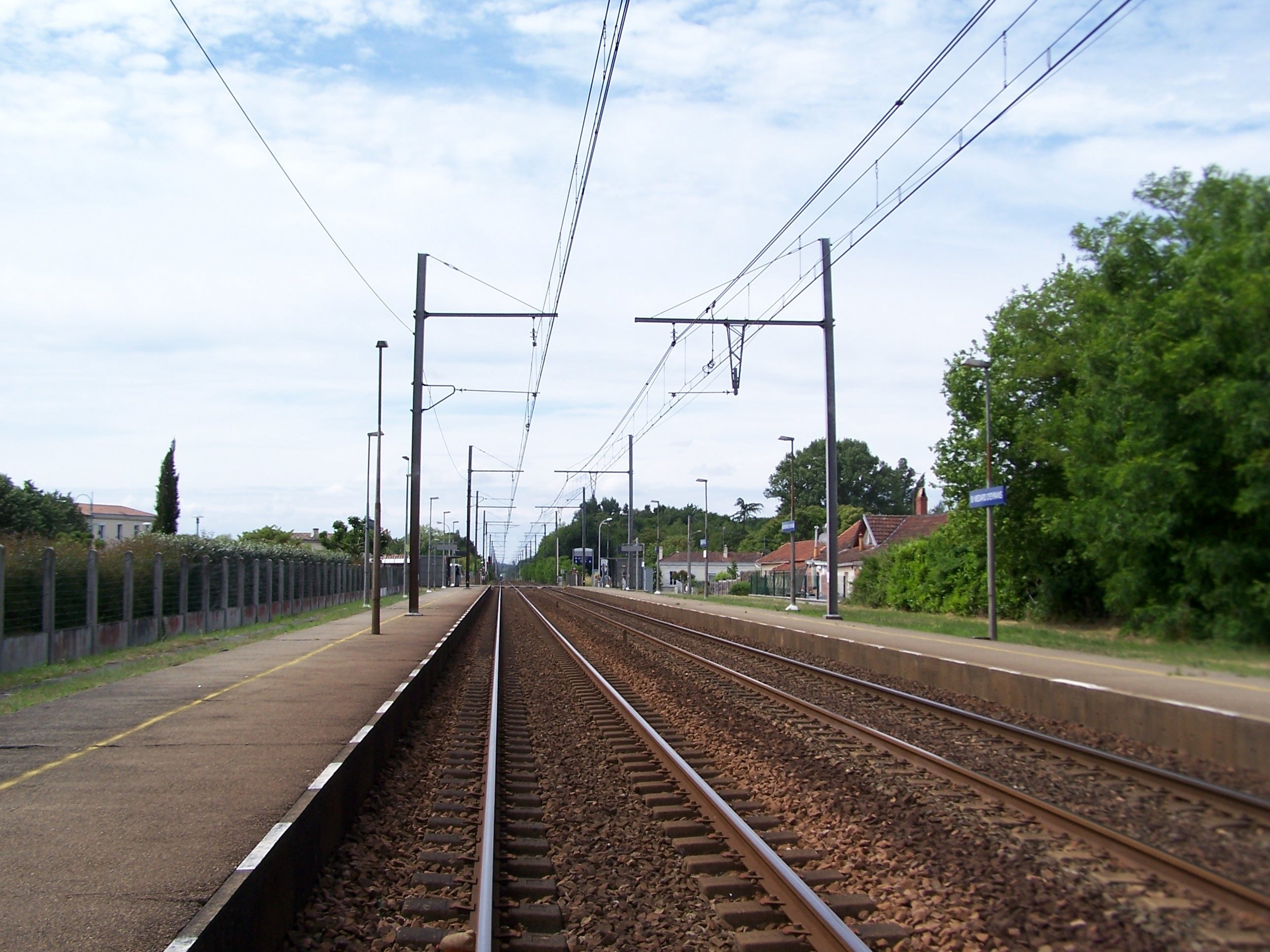
Les voies en direction de Bordeaux.
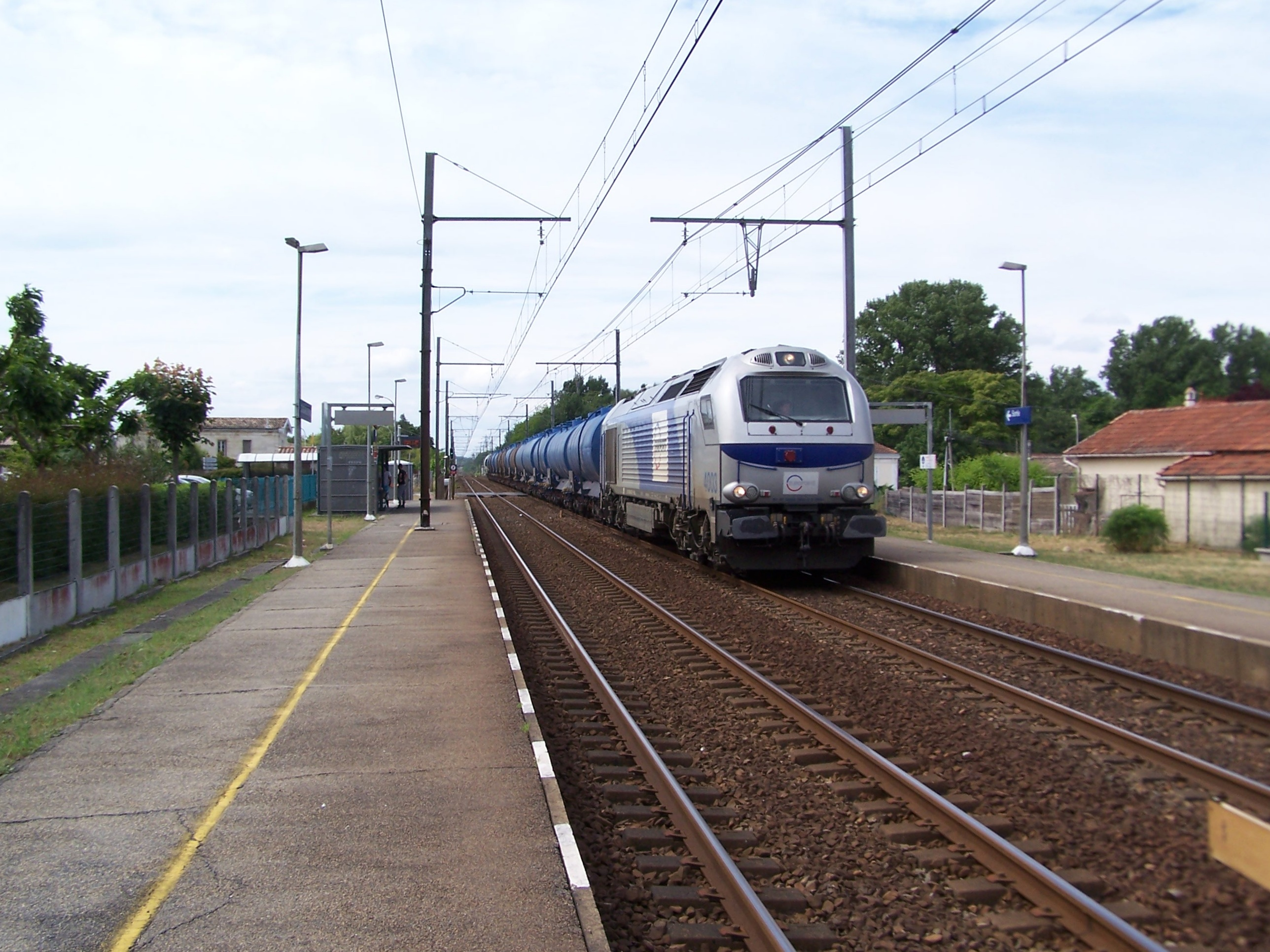
Les voies en direction de Bordeaux.
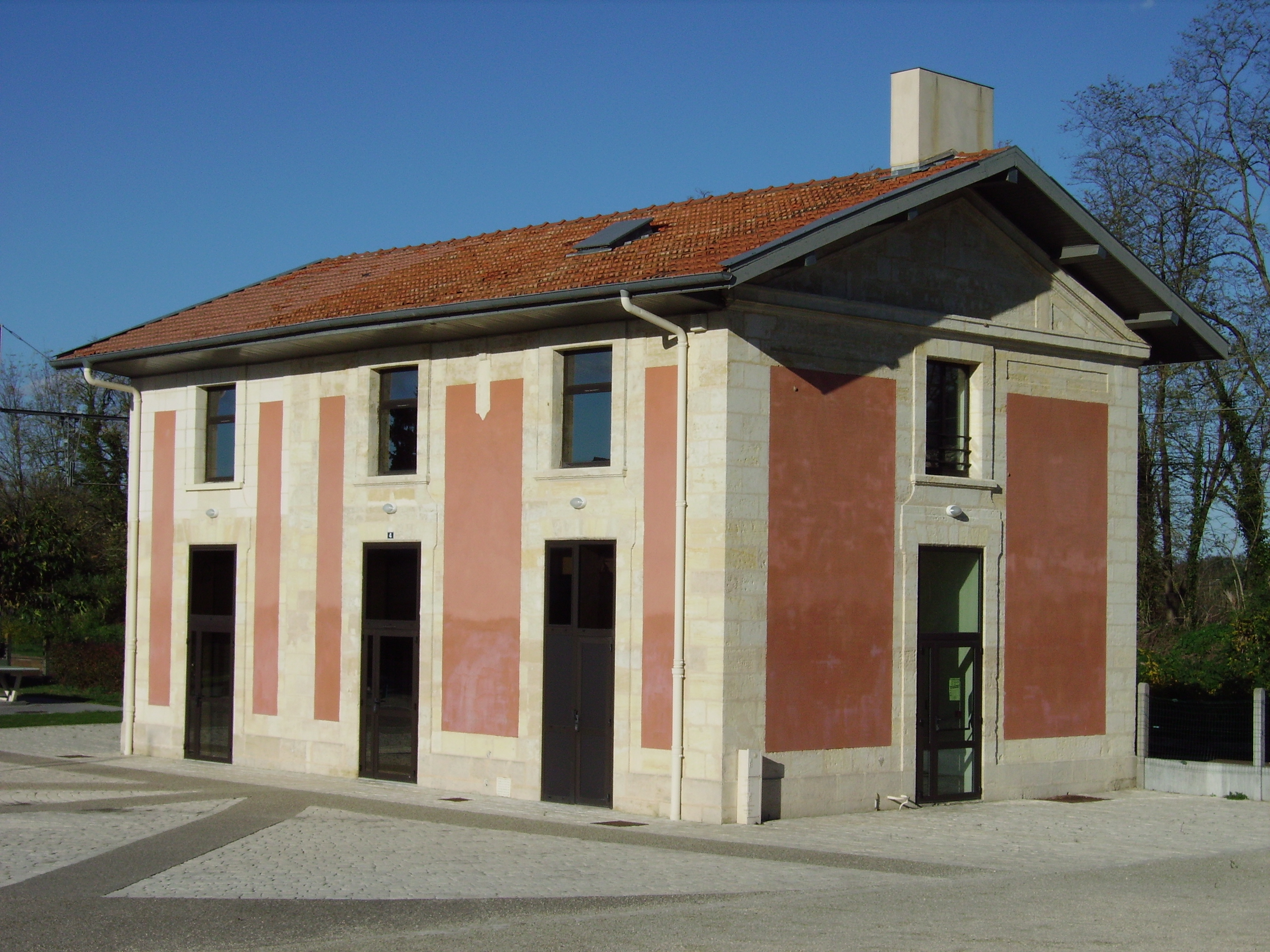
La gare (le bâtiment voyageur) après sa reconversion en foyer.